# デッドロック (1970年の映画)
『デッドロック』（Deadlock）は1970年公開の西ドイツ映画。日本では2021年公開。

## 概要
ドイツの孤高の映画監督ローランド・クリックが、1970年に監督したクライムアクション。本作は開拓時代のアメリカを舞台とした西部劇であるが、イスラエルのネゲヴ砂漠で撮影された。公開当時ドイツ国内では批評家などから批判されるが、興行的には成功を収め、1970年にドイツ映画賞長編作品賞に選出。
音楽はドイツを代表するバンド・CANが担当。
2021年に日本初公開が実現。映画評論家のヴィヴィアン佐藤は「コロナ禍で世界的に新作映画が製作できていない現状だからこそ（日本での劇場公開が）実現できたのだろう」と推測している。

## 登場人物
チャールズ・ダム
演 - マリオ・アドルフ
閉鎖された鉱山デッドロックの監督官。
サンシャイン
演 - アンソニー・ドーソン
死神のような非情な殺し屋。
キッド
演 - マルクバルト・ボーム
ダムに殺されかけた若い男。
ジェシー
演 - マーシャ・ラベン
口のきけない美少女。
コリンナ
演 - ベティ・シーガル
元娼婦。

## スタッフ
- 監督：ローランド・クリック
- 製作：ローランド・クリック
- 脚本：ローランド・クリック
- 撮影：ロベルト・ファン・アケレン
- 音楽：CAN